# Egiptul Predinastic
Perioada Predinastică a Egiptului (înainte de 3100 î.Hr. este perioada care atinge apogeul prin apariția Vechiului Regat și a primei din cele 30 de dinastii, acestea fiind folosite de egiptilogi pentru împărțirea istoriei civilizației faraonilor folosind un calendar conceput de Manetho in Aegyptiaca. Structurarea Egiptului în Nome (subdiviziune teritorială) este anterioară primei dinastii și există inscripții ale regilor predinastici, cum ar fi Narmer. Primele escavări ale siturilor predinastice s-au desfășurat în secolul XIX la Naqada, Abydos, Coptos și Hierakonpolis.
În timp ce mulți istorici consideră începutul acestei periode ca fiind apariția civilizației Naqada, alții plasează începuturile în Paleoliticul Inferior.

## Paleoliticul Inferior Târziu
Dovezile antropologice și archeologice evidențiază existența culturii khemite, fiind neolitică care utiliza cereale măcinate pe cursul Nilului în mileniul X î.Hr. folosind primele tipuri de secere descoperite până în prezent. Însă această civilizație a fost înlocuită de una de vânători și pescari, ce foloseau unelte din piatră.

## Neoliticul Târziu
Dovezile indică locuirea umană în colțul sud-vestic al Egiptului aproape de granița cu Sudanul înainte de anul 8000 î.H. 
Schimbările climatice din jurul mileniului VII î.Hr. au început să distrugă câmpiile Egiptului, formând în cele din urmă deșertul Sahara, astfel că triburile timpurii au migrat spre Valea Nilului, unde au pus bazele unei culturi agricole așezate și o societate mai centralizată.
Domesticirea animalelor fusese deja adusă din Asia între 7500, 4000 î.Hr. (există opinii conform cărora domesticirea porcului a fost unul din factorii determinanți în deșertificarea Saharei)

## MileniulVIî.Hr.
Populația care s-a stabilit în zonă realizase avantajele unei vieții sedentare. Analize științifice ale rămășițelor acestei culturi arată că în jurul anului 6000 î.Hr. aceștia creșteau vite și construiau clădiri mari.
Traiul în așezările permanente în Egiptul Antic pe la mijlocul mileniului VI se baza în special pe cultura cerealelor creșterea animaleleor (vaci, capre, oi și porci). Obiectele din metal au luat locul celor din piatră. Tăbăcitul pieilor de animale, olăritul și țesutul erau activități normale în această perioadă. 
Elementele funerare din această perioadă includ vase ceramice, bijuterii, unelte, arme și mâncăruri (carne și fructe uscate ). Morții erau ingropați cu fața spre vest 

## MileniulVî.Hr.
Stilul de viață al badarienilor se baza pe agricultură, pescuit, înmulțirea (reproducerea) animalelor. Artefacte străine indică legături cu populații îndepărtate (până in Siria). În această perioadă apar: mobila, vase decorate, vesela, tacâmuri, vaze, pieptene și figurine. Existența stratificării sociale este dedusă din descoperirea mormintelor membrilor înstăriți ai comunității într-o anume secțiune a cimitirelor.
Cultura Naqada apare în jurul anului 4500 î.Hr. vaze ceramice în forme geometrive, umane și animale atat pictate cât și sculptate. Forma vaselor a devenit specializată în funcție de destinație. Modelele de case erau dreptunghiulate (incluse în elementele funerale).
Există dovezi că alchimiștii egipteni au descoperit mortarul în jurul anului 4000 î.Hr. prin una din cele mai vechi reacții chimice cunoscute (acidul de calciu).

## MileniulIVî.Hr.
Pe la 4000 î.Hr. modelele umane, animale ș.a. au devenit mai realistice . Construcția de morminte apare în cultura Gerzean, incluzând camere subterane (mobilă, amulete).Simbolurile de pe ceramica Gerzeană se aseamănă cu scrierea hieroglifica tradițională .
La inceputul mileniului IV egiptenii din Maadi importau numeroase bunuri ceramice din Naqada și Canaan . În Maadi economia pare să se fi axat pe metalurgie si comert . Multe vase din bazalt negru apar tot atunci și există dovezi ale folosirii stâlpilor de lemn, probabil pentru clădiri sau garduri. S-au mai gasit sobe și 
puțuri .
Cele mai timpurii construcții din piatră cunoscute în Egiptul Antic datează din acestă eră in Maadi (o clădire subterană construită prin acoperirea pereților de piatră cu nămol din Nil; o alta a cărei intrare pare a fi facută prin prelucrarea stâncilor din zonă și altele care relevă contactul cu civilizația sudică Canaan .